# Sędowice (województwo świętokrzyskie)
Sędowice – wieś w Polsce położona w województwie świętokrzyskim, w powiecie pińczowskim, w gminie Michałów. Przez Sędowice przepływa rzeka Mierzawa.
W latach 1975–1998 miejscowość położona była w województwie kieleckim.
Sędowice graniczą z: Wrocieryżem, Wolą Lubecką, Niegosławicami, Turem.

## Części wsi
| SIMC    | Nazwa          | Rodzaj     |
| ------- | -------------- | ---------- |
| 0250719 | Helenówka      | przysiółek |
| 0250754 | Kresy          | przysiółek |
| 0250725 | Przymiarki     | przysiółek |
| 0250731 | Rzeczki        | przysiółek |
| 0250748 | Wały Sędowskie | przysiółek |

## Historia
Wieś Sędowice w wieku XIX wieś i folwark nad rzeką Mierzawą w powiecie jędrzejowskim gminie Nawarzyce, parafii Wrocieryż - opodal Wodzisławia przy trakcie Pińczów-Wodzisław.
W roku 1881 posiadała wraz z folwarkiem Gawron i Opatkowice Cysterskie ziemi 1476 mórg, budynków murowanych 3, z drzewa 7, poza tym pokłady torfu, kamienia budowlanego i młyn wodny.
W r. 1827 było 43 domy i 362 mieszkańców.
Wieś założona prawdopodobnie przez rycerzy Konradowych. W 1239 comes Sando Odrowąż, od którego prawdopodobnie nosi nazwę wieś Sędowice vel Sądowice vel Sudowice, syn Dobiesława, krewny Biskupa Prandoty zapisał klasztorowi Mogilskiemu za swoją duszę i brata swego stryjecznego Dobiesława wieś Sędowice „quae Sudowic nomiuatur* ze wszystkiemi przynależnościami, co potwierdził książę Henryk śląski i krakowski.
Bolesław V Wstydliwy wraz z matką Grzymisławą na intencję Biskupa Prandoty uwalnia od niektórych ciężarów wsie: Sądowice, Prandocin, Wrocieryż.
Sędowice, aż do II. połowy XIX w. należały do Cystersów w Mogile. Gospodarowano w zarządzie własnym, lub przeważnie wypuszczane w dzierżawę. W 1874 roku wieś kupił rząd, zaś w r. 1881 odsprzedał Karolowi Malskiemu, który później zrobił zapis ze swego majątku Rogienice, na kościół Św. Krzyża w Kielcach, a żona jego Florentyna z Zielińskich była fundatorką Zakładu swego imienia w Kielcach dla emerytowanych ziemian i urzędników, potrzebujących  pomocy. 

Zapisy te uczynili będąc później właścicielami Rogienic w powiecie włoszczowskim.
W r. 1898 dobra nabył Kazimierz Mroziński i żona jego Władysława z Kotkowskich, w rękach których  były do lat 30. XX wieku.
Wierni kościoła rzymskokatolickiego należą do parafii w Wrocieryżu.